# Oulmes (Frankrijk)
Oulmes is een plaats en voormalige gemeente in het Franse departement Vendée in regio Pays de la Loire en telt 711 inwoners (2004). De plaats maakt deel uit van het arrondissement Fontenay-le-Comte en sinds de gemeente op 1 januari 2019 fuseerde met Nieul-sur-l'Autise van de commune nouvelle Rives-d’Autise.

## Geografie
De oppervlakte van Oulmes bedraagt 9,2 km², de bevolkingsdichtheid is 77,3 inwoners per km².
De onderstaande kaart toont de ligging van Oulmes (Frankrijk) met de belangrijkste infrastructuur en aangrenzende gemeenten.

## Demografie
Onderstaande figuur toont het verloop van het inwonertal.